# Infallibilità delle Scritture
(Paolo di Tarso, seconda lettera a Timoteo, c. 3, 16-17.)
L'infallibilità delle Scritture (anche inerranza biblica) è un principio dottrinale di alcune confessioni cristiane per il quale si intende che la Bibbia, in tutto ciò che afferma, sia da considerarsi priva di errori.
Questo principio è oggi affermato da alcune denominazioni cristiane, protestanti fondamentaliste, e restaurazioniste, come i cristadelfiani e dai testimoni di Geova.
Cattolici, ortodossi e chiese protestanti storiche (luterani, calvinisti, anglicani), invece, affermano che la Bibbia sia ispirata da Dio e infallibile in materia di fede e di morale, ma non necessariamente esente da errori nelle sue parti storiche e scientifiche. A questo proposito il Concilio Vaticano II afferma che la Bibbia «contiene senza errori la Verità che si riferisce alla nostra salvezza». Queste parole sono molto simili a quelle pronunciate tre secoli prima dal "teologo" laico Galileo Galilei (la Bibbia ha solo lo scopo di insegnare agli uomini le verità «che sono necessarie per la salute loro»), ma anche a quanto affermato quindici secoli prima da Origene: «Noi sappiamo che la Scrittura non è stata redatta per raccontarci le storie antiche, ma per la nostra istruzione salvifica».
Secondo il concilio Vaticano II, inoltre, la corretta interpretazione richiede di tenere in conto il genere letterario del testo biblico e il contesto storico culturale dell'agiografo (Sitz im Leben). Per questo motivo anche per quanto riguarda affermazioni con un implicito significato etico occorre distinguere nella sacra scrittura la parola di Dio dal contributo degli scrittori sacri «veri autori nel possesso delle loro facoltà e capacità».

## Contesto
I cristiani affermano che la Bibbia sia ispirata da Dio, vale a dire che coloro che ne scrissero materialmente il testo abbiano agito sotto ispirazione di Dio. La maggior parte dei cristiani, perciò, crede che ciò che essa afferma sia completamente affidabile, utile e vero. Allo stesso modo, la Chiesa cattolica considera alcuni insegnamenti della Chiesa, dei concili ecumenici e dei papi come infallibili, nel senso che le loro definizioni solenni siano state preservate da errori, sebbene non ispirate da Dio. Anche le Chiese ortodosse ritengono che in generale Dio assista la Chiesa e ne preservi la fede.
La stragrande maggioranza dei cristiani, tuttavia, sostiene che i dettagli storici o scientifici della Bibbia siano irrilevanti per la fede e la condotta e che quindi possano contenere errori. Per loro, l'inerranza, e quindi l'ispirazione, vanno ristrette alle sole questioni di fede o di morale e, anche in tal caso, solo tramite una lettura complessiva della Bibbia che guidi l'interpretazione del reale significato e della finalità delle singole affermazioni (leggere e interpretare la Bibbia con la Bibbia).
I fondamentalisti, invece, sostengono che anche i dettagli scientifici, geografici e storici dei suoi testi originali siano completamente veri ed esenti da errori, e che quelle contraddizioni o errori che ci sembra di trovare sono solo apparenti e dipendono, di fatto, dalla nostra soggettiva percezione o conoscenza, inadeguata o falsata. La Chiesa cattolica, che insegna la totale assenza di errori dottrinali dalla Sacra Scrittura, rifiuta ogni interpretazione fondamentalista della stessa.

## Base teologica
La base teologica di questa credenza, nella sua forma più semplice, è che essendo Dio verità, la Bibbia, come parola di Dio, debba pure essere vera e quindi priva di errori.
Chi sostiene l'inerranza biblica pure insegna che certo Dio si è avvalso delle particolari personalità e stili letterari degli scrittori della Bibbia, ma che l'ispirazione di Dio li abbia guidati, attraverso il loro linguaggio e personalità, a proiettare il Suo messaggio in modo del tutto accurato (cfr. Ispirazione della Bibbia).
L'infallibilità e l'inerranza si riferiscono ai testi originali della Bibbia. Sebbene gli studiosi conservatori riconoscano come vi sia un potenziale di errore nella trasmissione e traduzione del testo, le traduzioni moderne sono oggi generalmente considerate come "rappresentanti fedelmente gli originali".
I sostenitori dell'inerranza biblica sostengono che questa è deducibile da un certo numero di osservazioni che includono:
- Le affermazioni che la Bibbia stessa fa a suo riguardo.
- La "testimonianza interiore dello Spirito" secondo la quale il credente "sa in cuor suo" che tutto ciò che legge nella Bibbia è vero.
- La potenza intrinseca (soprannaturale) della Bibbia a trasformare la personalità di chi la legge (Dio usa la Scrittura come Suo strumento privilegiato per operare la rigenerazione spirituale).
- L'unità della Scrittura nonostante la quantità dei suoi autori, culture, temi e periodi diversi in cui le sue porzioni sono state scritte.
- La storicità della Bibbia, e come i ritrovamenti archeologi ne confermino la credibilità.
- La testimonianza che Cristo stesso dà della sua veridicità.
- La sua indistruttibilità lungo i secoli, nonostante gli innumerevoli tentativi di pregiudicarne il contenuto o di toglierla dalla circolazione.
- Le profezie adempiute.
- L'integrità dei suoi autori.

## La posizione delle Chiese
La dottrina dell'inerranza è sostenuta soprattutto dalle chiese evangeliche conservatrici, dal pentecostalismo e dal fondamentalismo cristiano. Esse affermano che questa dottrina corrisponde alla fede storica delle chiese cristiane prima che esse fossero influenzate dal razionalismo e dallo scientismo. Un documento molto influente nell'ambito evangelicale che precisa i termini dell'inerranza biblica è la dichiarazione di Chicago del 1978.
La Chiesa cattolica ammette la completa inerranza dottrinale, secondo quanto era già affermato nel noto canto eucaristico dell'Adoro te devote, che fu composto da san Tommaso d'Aquino, Dottore della Chiesa, in occasione della Solennità cattolica del Corpus Domini del 1264: Credo quidquid dixit Dei Filius; / nil hoc verbo veritatis verius ("credo a tutto ciò che il Figlio di Dio ha detto:/ nulla è più vero di questo Verbo di verità").
A partire dalla rivoluzione copernicana e dalla vicenda di Galilei, si affermò un orientamento che respingeva l'interpretazione fondamentalista di dettagli storici o scientifici, esplicitamente riconosciuto nei documenti finali del Vaticano II:
(Concilio Vaticano II, costituzione Dei Verbum del 18 novembre 1965, n. 11, EB 686, DS 4215)
Riguardo ai Vangeli in particolare, la Chiesa cattolica sostiene che essi contengono un resoconto complessivamente fedele della vita e dell'insegnamento di Gesù, ma che non furono composti con l'intenzione di scrivere una biografia di Gesù, bensì di annunciare il suo messaggio salvifico: perciò è possibile che i fatti in essi narrati e le parole pronunciate da Gesù non siano sempre riportati in modo esatto e accurato. Certamente essi non hanno alcuna pretesa di completezza come afferma Giovanni nel suo vangelo (21,25) e nella chiusa delle sue tre epistole.
I testimoni di Geova credono che tutta la Bibbia sia ispirata da Dio, e utile. Ritengono storico ogni racconto biblico, fra cui quelli della Creazione e del Diluvio. Asseriscono inoltre che la Bibbia pur non essendo un libro di scienza li' dove fa una affermazione scientifica, asserisce il vero. Il candore degli scrittori che descrivono successi ed insuccessi, fedeltà ed errori, rappresenta, a loro avviso, una prova "interna" della sua autenticità e genuinità

## Il caso Galileo
Nel XVII secolo il celebre scienziato Galileo Galilei fu sottoposto a processo dal tribunale dell'Inquisizione a motivo della teoria eliocentrica che egli sosteneva. Secondo l'accusa questa teoria contraddiceva la Bibbia, con riferimento in particolare a un passo del Libro di Giosuè (10,12-14) nel quale si afferma che è il Sole a muoversi.
Galileo, cattolico fervente, si difese affermando che le Sacre Scritture usano metafore e simboli e non pretendono di spiegare come la natura agisca, esprimendo lo stesso concetto della celebre frase del cardinale Cesare Baronio: "Le Scritture spiegano come si vada in cielo e non come va il cielo": cioè che esse hanno lo scopo di insegnare agli uomini la fede e la morale, e non l'astronomia e le altre scienze.

## Il creazionismo
Per alcuni, una conseguenza della dottrina dell'inerranza è quella versione della credenza del creazionismo, che rifiuta le moderne teorie sulla formazione del mondo e sullorigine dell'uomo, sostenendo invece che, come afferma la Genesi, il mondo fu creato da Dio in sei giorni (nel 4004 a.C. secondo alcuni calcoli) e tutta l'umanità discende da Adamo ed Eva.

## Teologi critici: Il "mito" nelle Scritture
Nonostante tutte le chiese continuino a sostenere in qualche forma più o meno ampia la dottrina dell'inerranza, molti teologi, in particolar modo quelli appartenenti alle chiese protestanti, hanno assunto nel corso del tempo, posizioni diverse dal credo ufficiale delle chiese di appartenenza. Hanno espresso dubbi sulla veridicità di molti avvenimenti biblici, creazione, diluvio, patriarchi e degli stessi vangeli e lettere apostoliche come anche degli scrittori della Bibbia nonché della stessa storicità di Cristo, definendo gli avvenimenti biblici e i relativi personaggi come appartenenti al mito
.

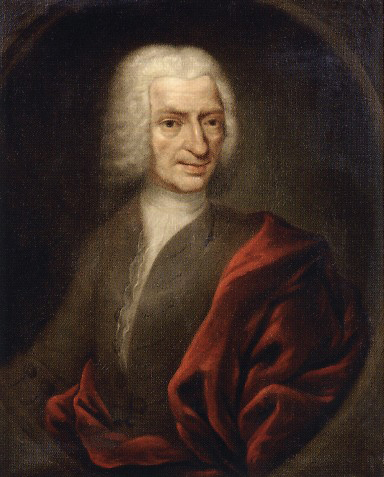
Reimarus

Il primo ad inaugurare il corso critico nei confronti della Bibbia fu il filosofo e scrittore tedesco, illuminista e deista Hermann Samuel Reimarus, (1694-1768), che nell'opera Apologia di coloro che adorano Dio secondo ragione, rigetta ogni religione rivelata, considera l'Antico Testamento colmo di assurdità logiche e incongruenze morali criticando la vita di Gesù, descritta nel Nuovo Testamento e giudicandola come un semplice evento politico interno alla storia ebraica.
Il filosofo Gotthold Ephraim Lessing (1729-1781) pubblicò tra il 1774 e il 1778 col titolo Frammenti dell'Anonimo di Wolfenbüttel alcune parti dell'Apologia di Reimarus, e altre dopo la morte di Lessing furono edite tra il 1787 e il 1814. Gli ampi stralci pubblicati da Lessing mostrarono le teorie di Reimarus: Gesù non uomo spirituale ma un sovversivo politico che cercò di sollevare il popolo ebraico contro Roma, quindi giustiziato e crocifisso. I seguaci fecero sparire il suo corpo, non ci fu nessuna resurrezione reale, ma la resurrezione fu usata come diceria ingannevole per far apparire Gesù il messia tanto atteso.
Fu quindi la volta del teologo protestante e filosofo tedesco Friedrich Schleiermacher, (1768–1834), secondo cui i miracoli dei vangeli fatti da Gesù non si erano mai verificati, essi erano solo frutto del sentimento religioso. Cristo ad avviso di Schleiermacher non era mai risorto, ma i cristiani hanno l'esigenza di credervi
Seguirono quindi nel 1862 le teorie del teologo protestante e filosofo tedesco David Friedrich Strauß (1808-1874) che pubblicò una sintesi dell'opera di Reimarus con il titolo H. S. Reimarus e il suo scritto in difesa di coloro che adorano Dio secondo ragione. Strauss "ritenne mitiche tutte le narrazioni dei vangeli evangeliche che superano le leggi della natura, ed ovviamente i miracoli" definendoli "favole religiose".
Ferdinand Christian Baur (1792-1860), teologo protestante tedesco, leader della scuola esegetica di Tubinga e seguace di Hegel spiegò l'origine dei Vangeli con la sua "teoria delle tendenze", a sua avviso il cristianesimo nacque dalla contrapposizione fra Pietro di "tendenza giudizzante" e Paolo di "tendenza universalistica" "dando origine alla Chiesa cattolica".
Il teologo protestante tedesco Adolf von Harnack (1792-1860) enunciò la sua "teoria dell'illusione" con la sua opera L'essenza del Cristianesimo, secondo cui Gesù si era illuso non solo di essere figlio di Dio ma anche di compiere miracoli.

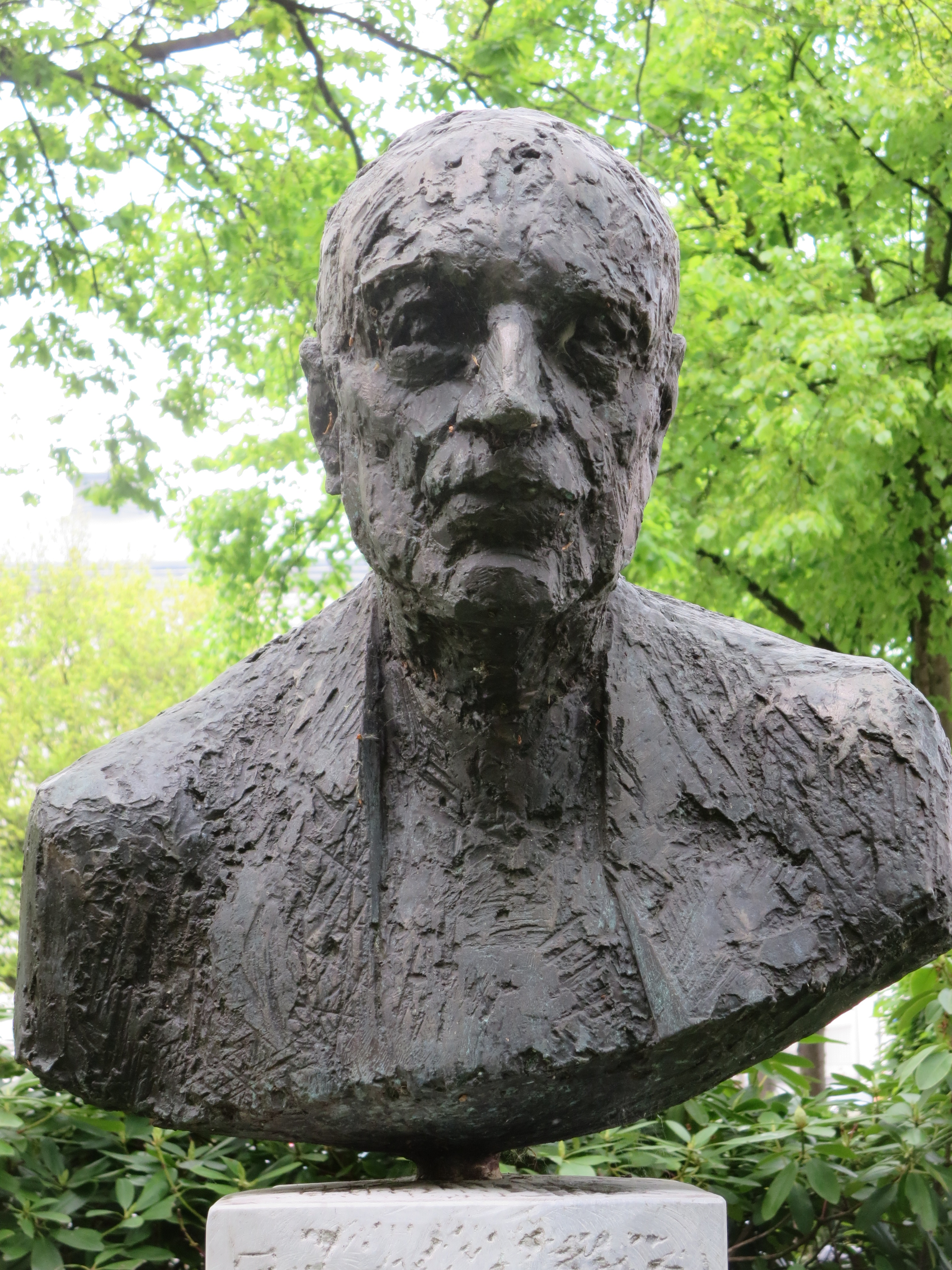
Busto dedicato a Bultmann a Oldenburg

Ma fu Rudolf Bultmann (1884–1976), protestante tedesco e discepolo di Harnack, il principale teologo ad essere conosciuto per il suo programma di demitizzazione dei vangeli. Bultmann sostenne che i vangeli non furono scritti dai quattro evangelisti, ma da una comunità cristiana dopo la morte degli apostoli da persone che non avevano conosciuto Cristo e non erano stati testimoni delle sue opere, a suo avviso una vera e propria falsificazione delle fonti, vangeli, inoltre, i cui miracoli "non erano possibili", così come asserito nel suo saggio del 1941, Nuovo Testamento e Mitologia.
Nei nostri giorni l'opera di demitizzazione dei vangeli e dei racconti biblici dell'Antico Testamento continua ad opera di teologi di diversa estrazione religiosa, gli attacchi riguardano in particolar modo il Gesù "storico". Un esempio è il Jesus Seminar che nel suo folto gruppo comprende anche teologi ed accademici religiosi. Il seminario considera i vangeli come artefatti storici, rappresentanti non solo le vere parole e azioni di Gesù, ma anche le elaborazioni e invenzioni delle prime comunità cristiane e degli autori dei vangeli, richiedendo l'onere della prova a chi sostiene la storicità di un certo brano. Non tenendo in considerazione vincoli di canonicità, i membri del seminario sostengono, ad esempio, che il Vangelo di Tommaso potrebbe contenere più materiale originale del Vangelo secondo Giovanni.
Contro le teorie dei demitizzatori c'è un significativo gruppo di studiosi che contesta il metodo poco scientifico usato per la demitizzazione delle Scritture, fra questi: Jean Carmignac, Carsten Peter Thiede e Paul Mattei.

## Le "previsioni" di Søren Kierkegaard sui teologi demitizzatori
Il filosofo cristiano danese Søren Kierkegaard (1813 - 1855), ridicolizzò e ironizzò sulla categoria dei teologi del suo tempo, azzardando anche una previsione sullo sviluppo della mentalità di questa categoria nel futuro: "Avremo una folla di uomini che farà delle scienze naturali la sua religione. Le scienze naturali mostrano ora che tutto un complesso di concetti che si trovano nella Sacra Scrittura, riguardanti i fenomeni naturali, sono insostenibili: ergo, la Sacra Scrittura non è la parola di Dio; ergo, non è la Rivelazione. Qui la scienza teologica viene a trovarsi in imbarazzo. Perché le scienze naturali hanno forse ragione in ciò che dicono: ma la scienza teologica desidera tanto anch'essa essere scienza, ma allora anche qui perderà la partita. Se la cosa non fosse così seria, sarebbe molto comico pensare la penosa situazione della scienza teologica: però se lo merita perché è la nemesi della sua fregola di volersi spacciare per scienza".

### A favore dell'inerranza
- Jean Carmignac, La nascita dei vangeli sinottici, Cinisello Balsamo, Edizioni Paoline, 1986, ISBN 88-215-0954-0.
- Andrea Filippini, Protocristianesimo. Il cristianesimo del I secolo alla luce degli scritti neotestamentari, Roma, GB EditoriA, 2013, ISBN 978-88-98158-08-9.
- Paul Mattei, Il Cristianesimo antico. Da Gesù a Costantino, Bologna, Il Mulino, 2012, ISBN 978-88-15-23762-0.
- Carsten Peter Thiede, Gesù mito o realtà? (titolo originale: Jesus, Man or Myth?), Leumann, Elledici Edizioni, 2010, ISBN 978-88-01-04494-2.

### Contro l'inerranza, a sostegno del mito
- Rudolf Bultmann, Nuovo Testamento e mitologia. Il manifesto della demitizzazione, Queriniana, Brescia, 1970, ISBN 88-399-0541-3.
- Bart D. Ehrman, Gesù non l'ha mai detto. Millecinquecento anni di errori e manipolazioni nella traduzione dei Vangeli, Arnoldo Mondadori Editore, Milano, 2007, ISBN 978-88-04-56774-5.